# Сречкович, Панта
Пантелия Панта Сречкович (серб. Пантелија Панта Срећковић; 3 ноября 1834, Велико Крчмаре близ Крагуеваца — 8 июля 1903, Белград, Королевство Сербия) — сербский историк-медиевист. Академик Сербской академии общественных наук (с 1886). Государственный деятель.

## Биография
Учился в белградской семинарии, затем окончил гражданский факультет Киевской духовной академии. С 1859 по 1894 работал преподавателем, затем — профессором всеобщей истории и истории сербского народа в Сербском лицее, преобразованном в 1863 в Великую Школу (ныне Белградский университет).
Был профессором более тридцати лет, с 1886 — академик, ректор Высшей (Великой) белградской школы. За заслуги в образовании сербской молодежи был назначен членом Государственного совета.
Затем — вице-президент Национального Собрания Королевства Сербия.
Похоронен на Новом кладбище в Белграде.

## Научная деятельность
Один из ведущих деятелей историографии Сербии.
Особенной известностью пользуется его «Историjа српскога народа» (1884), доведенная до конца XIV века.
П. Сречкович много работал в области медиевистики и был членом разных научных обществ. С 1860 одновременно занимался литературной критикой. Написал небольшими выпусками всеобщую историю, закончив её историей римлян (1872). Также начал писать обширную историю сербского народа и в двух больших томах напечатал о жупанском периоде и времени королей и царей сербских (600—1367 гг.; I том вышел в 1884 г., II — в 1888).
Автор многих исторических монографий, вёл долгую полемику с историками: с Иларионом (Руварацем), основоположником научно-критической школы в сербской историографии, который, исследуя отдельные вопросы церковной и политической истории балканского средневековья, опровергал некоторые спорные и легендарные гипотезы Сречковича.
А также с Л. Ковачевичем по вопросу об убийстве царя Стефана Уроша королём Вукашином и измене Вука Бранковича в битве на Косовом поле в 1389 г.
Не зная иностранных языков, П. Сречкович поневоле основывал свои выводы исключительно на скудных сербских источниках и народном предании, отчего и потерпел в упомянутой полемике поражение.
С ученой целью путешествовал по Старой Сербии. Участвовал во всех патриотических обществах и предприятиях.
Сречкович остался до самой смерти преданным славянству и России, хотя и был обижен Сан-Стефанским договором и, наравне с другими сербами, укорял Россию за создание новой Болгарии, как считали сербы, за их счет.

## Избранные труды
- Синан-паша (1865)
- Краљ Вукашин убио цара Уроша (1881)
- Из српске исориjе жупаниjскога времена краљ Архонтиjе Дукљанске (зентске) Владимир II од 1103—1113 г. (1882)
- Историја српског народа од 600—1367 I—II (1884, 1888)
- Из историjе српске. Чеслав (933—962)
- Стефан Немања; Нејаки Урош, други српски цар; Цар Синиша Палеолог Немањић и јањински деспот Тома; Вукашин (Гласник Српског ученог друштва, 27)
- Неколико српских споменика (1892)
- Радикалци и српска црква (1893)
- Стање и однос српских архонтија према Угарској и Византији у половини XII века (Гласник Српског ученог друштва 54)
- Творенија Доментијана и Теодосија (Споменик 33)
- Преглед историјских извора о кнезу Лазару и Краљевићу Марку (Споменик 36)